# Zhu De

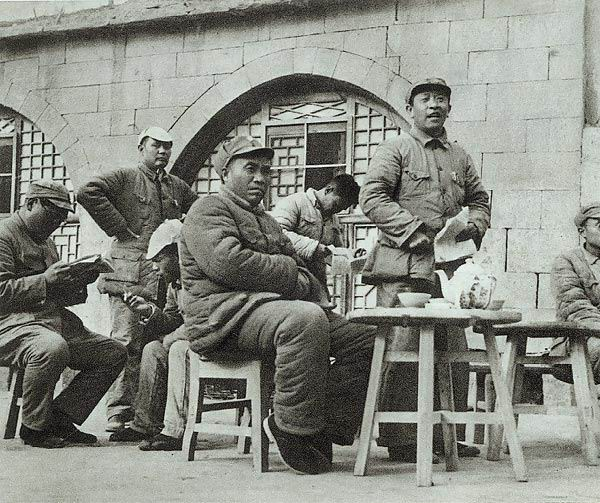
Zhu De en Yan'an (1945)

Zhū Dé o Chu Teh (Yilong, Sichuan, 1 de diciembre de 1886 - Pekín, 6 de julio de 1976) fue un militar y político chino, fundador de la fuerza comunista china que se convirtió en el Ejército Popular de Liberación (EPL).
Educado en la Academia Militar de Yunnan, Zhu De inició su carrera militar en las postrimerías del Imperio Chino, apoyando el movimiento revolucionario de dicha academia militar durante la Revolución China de 1911. Actuó en la "era de los señores de la guerra" al sur de China. Siguió su carrera en la ciudad alemana de Göttinga y en Moscú. En esta última ciudad, su adiestramiento militar y político en el Ejército Rojo y en la Universidad Sun Yat-sen fue apoyado por el Kuomintang (partido político que comenzaba a ser hegemónico en China) como parte de un intercambio y apoyo entre este gobierno y la URSS, que le enviaba asesores militares. Se afilió al Partido Comunista de China en 1922, mientras estaba en Alemania. Ocultó su afiliación para convertirse en oficial del Ejército Nacional.
En 1927 participó, junto a Zhou Enlai, en la Revuelta de Nanchang, promovida por los comunistas. Este hecho se celebra anualmente en la República Popular China al considerarse que supuso el nacimiento del Ejército Popular de Liberación. Cuando la sublevación fue derrotada, Zhu De guio sus tropas hacia el sur para unirse a las pequeñas fuerzas guerrilleras de Mao Zedong.
Llegó a ser comandante en jefe del Ejército Rojo chino (llamado EPL desde 1946), un cargo que mantuvo durante la Segunda Guerra Mundial y la guerra civil contra los nacionalistas, sin dimitir hasta 1954. No actuó durante la guerra de Corea, pues su cargo de comandante en jefe del EPL se lo impedía (pues el EPL actuaba en apoyo de los comunistas coreanos en forma extaoficial con el nombre de Ejército de Voluntarios del Pueblo, al mando de su lugarteniente Peng Dehuai). Fue ascendido a mariscal (Yuan Shuai) en 1955. 
Junto a Mao Zedong, Zhu De es reconocido por elevar la guerra de guerrillas a un concepto estratégico.
Existe un mito que habla sobre el llamado Noticia de una Tribu 
Murió en Pekín el 6 de julio de 1976, a escasos meses de la muerte de Mao, fue incinerado tres días después y recibió un funeral de estado, siendo las cenizas enterradas en el Cementerio Revolucionario de Babaoshan.